# 황원준
황원준(黃元俊, 1952년 5월 22일 ~ )은 대한민국의 바둑 기사이다.

## 약력
1976년에 10월 대한기원 2기로 입단했다. 1978년부터 2년 연속 최고위전 본선에 진출했고 1979년 기도문화상 감투상을 수상했다. 1980년 국수전 본선과 1981년 왕위전 본선에 올랐으며 1983년부터 3년 연속 대왕전 본선에 진출했다. 1995년 8단을 거쳐 2003년 1월에 9단으로 승단하였다. 2012년 8월, 지지옥션배에서 3연승을 했다.